# Resultados do Carnaval de São Paulo em 2005
Nesta página estão apontados os resultados do Carnaval de São Paulo no ano de 2005. 

## Escolas de samba

### Grupo Especial
Os desfiles do grupo especial ocorreram nos dias 4 e 5 de fevereiro no sambódromo do Anhembi. Aos 10 anos de existência, o Império de Casa Verde conquistou seu primeiro título no Grupo Especial. A escola realizou um desfile sobre uma ótica futurista do Brasil através de mensagens de esperança e incentivo. O enredo "Brasil: Se Deus é por nós, quem será contra nós?" foi assinado pelos carnavalescos Paulo Führo e Victor Santos, que venceram pela primeira vez. Assim como no ano anterior, a X-9 Paulistana ficou com o vice-campeonato, um ponto e meio atrás do Império, com um desfile em homenagem à dupla sertaneja Chitãozinho & Xororó. Campeã do ano anterior, a Mocidade Alegre ficou com o terceiro lugar homenageando a cantora Clara Nunes, morta em 1983. Quarta colocada, a Vila Maria falou sobre o circo. Com um desfile sobre a imortalidade, o Vai-Vai se classificou em quinto lugar. Em protesto pelo resultado, a escola não compareceu ao desfile das campeãs.Após dois desfiles consecutivos na elite, a Imperador do Ipiranga foi rebaixada para o Grupo de Acesso. Barroca Zona Sul também foi rebaixada para a segunda divisão, após três anos consecutivos no Grupo Especial.
Ordem de Desfile
| Sexta-feira (04/02/2005) | Sábado (05/02/2005) |
| 1. Mancha Verde 2. Imperador do Ipiranga 3. Vai-Vai 4. Acadêmicos do Tatuapé 5. Mocidade Alegre 6. Acadêmicos do Tucuruvi 7. Rosas de Ouro 8. Império de Casa Verde | 1. Tom Maior 2. Barroca Zona Sul 3. X-9 Paulistana 4. Nenê de Vila Matilde 5. Camisa Verde e Branco 6. Águia de Ouro 7. Unidos de Vila Maria 8. Leandro de Itaquera |

Mapa de notas
Abaixo o mapa de notas da apuração do Grupo Especial:

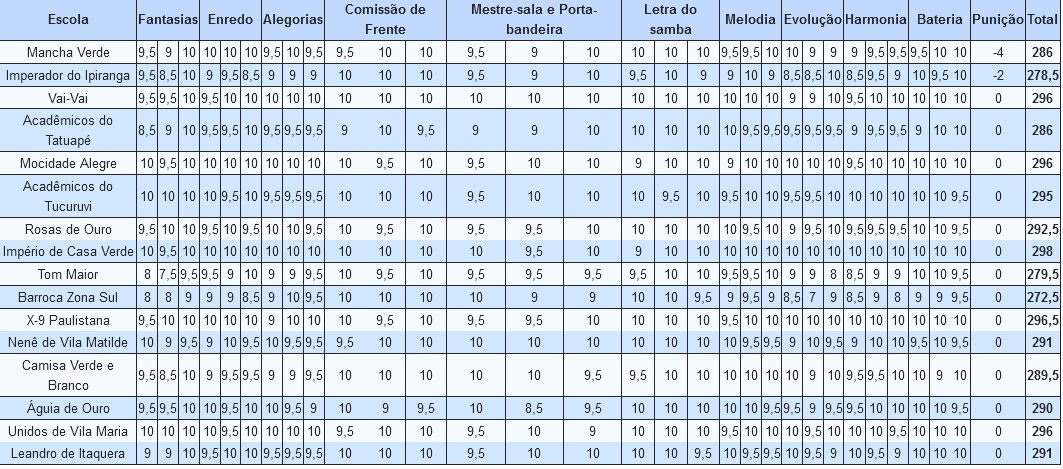
Mapa de apuração

Classificação
| Legenda: Campeã Rebaixada |

| Col. | Escola                 | Enredo | Pontos |
| ---- | ---------------------- | --- | ------ |
| 1    | Império de Casa Verde  | Brasil: Se Deus é por nós, quem será contra nós?                                                                                            | 298,00 |
| 2    | X-9 Paulistana         | Nascidos Para Cantar e Também, Sambar | 296,50 |
| 3    | Mocidade Alegre        | Clara, Claridade... O Canto de Luz no Ylê da Mocidade                                                                                       | 296,00 |
| 4    | Unidos de Vila Maria   | Sonho e Realidade no Mundo do Circo | 296,00 |
| 5    | Vai-Vai                | Eu Também Sou Imortal | 296,00 |
| 6    | Acadêmicos do Tucuruvi | Samba, Sombra e Água Fresca - Cantareira, o Pulmão Verde de São Paulo                                                                       | 295,00 |
| 7    | Rosas de Ouro          | Mar de Rosas | 292,50 |
| 8    | Leandro de Itaquera    | Rotary - Dar de si antes de pensar em si, o carnaval das emoções                                                                            | 291,00 |
| 9    | Nenê de Vila Matilde   | Um Voo da Águia Entre Dois Mundos | 291,00 |
| 10   | Águia de Ouro          | O Pão Nosso de Cada Dia Nos Dai Hoje | 290,00 |
| 11   | Camisa Verde e Branco  | Alô, Disque Camisa | 289,50 |
| 12   | Mancha Verde           | Da pré-história aos transgênicos: Mato Grosso. Uma Mancha Verde no coração do Brasil                                                        | 286,00 |
| 13   | Acadêmicos do Tatuapé  | Pará, a Heróica História de Nossa História, Berço Cultural de Nosso Povo                                                                    | 286,00 |
| 14   | Tom Maior              | Sabendo Usar... Não Vai Faltar! | 279,50 |
| 15   | Imperador do Ipiranga  | México - Uma Viagem Introdutória ao Paraíso dos Deuses!                                                                                     | 278,50 |
| 16   | Barroca Zona Sul       | Participei da Criação, Colaborei Para o Progresso, às Vezes Me Utilizam Para Destruição, Quando Me Uno a Outra, Selo a Paz e a União! Mãos! | 272,50 |

### Grupo de Acesso
Os desfiles do grupo de acesso ocorreram no dia 6 de fevereiro no sambódromo do Anhembi. Gaviões da Fiel foi a campeã do Grupo de Acesso e garantiu seu retorno ao Grupo Especial, de onde foi rebaixada no ano anterior. Vice-campeã, a Unidos do Peruche também foi promovida à primeira divisão, de onde foi rebaixada no ano anterior. 
Classificação
| Legenda: Promovida Rebaixada |

| Col. | Escola                  | Enredo                                                                                   | Pontos |
| ---- | ----------------------- | ---------------------------------------------------------------------------------------- | ------ |
| 1    | Gaviões da Fiel         | Renasce, Sacode a Poeira e dá a Volta por Cima                                           | 298,50 |
| 2    | Unidos do Peruche       | Na Terra, no Mar, no Infinito, Somos Todos Irmãos                                        | 294,00 |
| 3    | Pérola Negra            | Diamantina, Berço da Mineração                                                           | 291,50 |
| 4    | Camisa 12               | Trabalhadores Unidos                                                                     | 286,50 |
| 5    | Unidos de São Lucas     | Brasil Terra Papagalis                                                                   | 281,00 |
| 6    | Combinados de Sapopemba | Do Caminho do Mar à Industrialização. Salve São Bernardo do Campo, Pedaço do Meu Brasil! | 276,00 |
| 7    | Primeira da Aclimação   | De Todos os Aromas, o Sublime Cheiro da Vida                                             | 275,00 |

### Grupo 1
Os desfiles do grupo 1 ocorreram no dia 7 de fevereiro.
Classificação
| Legenda: Promovida Rebaixada |

| Col. | Escola                         | Enredo                                                          | Pontos |
| ---- | ------------------------------ | --------------------------------------------------------------- | ------ |
| 1    | Morro da Casa Verde            | Bahia: Terra de São Salvador                                    | 299,75 |
| 2    | Dragões da Real                | O Misterioso mundo marinho com suas lendas, Encantos e Riquezas | 297,00 |
| 3    | União Independente da Zona Sul | Amazônia - Santuário de Emoções                                 | 295,00 |
| 4    | Prova de Fogo                  | Dança: Expressão de Corpo e Alma                                | 294,75 |
| 5    | Unidos do Vale Encantado       | De Onde Vim? Quem Sou Eu? Para Onde Vou?                        | 294,00 |
| 6    | Colorado do Brás               | Xavante! Guerreiro Gigante                                      | 293,50 |
| 7    | Passo de Ouro                  | Ordem, Progresso e Preservação                                  | 282,75 |
| 8    | União Imperial                 | Recordar é Vir e Ver                                            | 285,75 |
| 9    | Flor de Liz da Zona Sul        | A Luta do Santo Guerreiro Contra o Dragão da Maldade            | 285,75 |
| 10   | Imperatriz da Paulicéia        | Da Obra Capital, Dante Faz Um Carnaval                          | 279,00 |
| 11   | Flor da Vila Dalila            | O Canto das Lamentações                                         | 250,25 |

### Grupo 2
Classificação
| Legenda: Promovida Rebaixada |

| Col. | Escola                              | Enredo                                                                  | Pontos |
| ---- | ----------------------------------- | ----------------------------------------------------------------------- | ------ |
| 1    | Império Lapeano                     | Música Entre Notas e Acordes, Gosto Não Se Discute                      |        |
| 2    | Dom Bosco                           | Duzentos anos de glórias, famílias que fizeram e fazem a nossa história |        |
| 3    | Príncipe Negro de Cidade Tiradentes | Lenda Africana: Contos e Encantos de Oyá                                |        |
| 4    | Torcida Jovem                       | Será Negra a Voz ou Será a Voz Negra da Liberdade                       |        |
| 5    | Uirapuru da Mooca                   | Aprendi amá-la desde cedo, dentre os amores de minha vida               |        |
| 6    | Brinco da Marquesa                  | De lá pra cá... Brasil, o país do Carnaval                              |        |
| 7    | Lavapés                             | Do Big Bang ao surgimento dos quatro elementos: água, terra, fogo e ar  |        |
| 8    | Estação Invernada                   | Da África ao Novo Mundo - Ogum o Rei de Irê                             |        |
| 9    | Unidos de São Miguel                | Natal no Carnaval? Só Sei Que Deu Samba                                 |        |
| 10   | Tradição da Zona Leste              | A Tradição, Exalta o Meio Ambiente                                      |        |
| 11   | União da Vila Albertina             | No Reino Encantado da Pedra Bonita                                      |        |
| 12   | Império do Cambuci                  | Da senzala ao carnaval, a liberdade vem a cada amanhecer                |        |

### Grupo 3 Oeste
Classificação
| Legenda: Promovida Rebaixada |

| Col. | Escola                      | Enredo                                                               | Pontos |
| ---- | --------------------------- | -------------------------------------------------------------------- | ------ |
| 1    | Portela da Zona Sul         | Quando o Manto Negro Desce                                           | 196,25 |
| 2    | Valença de Perus            | Jorge Amado e Suas Quatro Mulheres                                   | 189,75 |
| 3    | Se Vou Se você For          | Jogo de Campeão                                                      | 188,75 |
| 4    | Boêmios da Vila             | Zumbi dos Palmares um lamento de dor por um canto de liberdade       | 188,25 |
| 5    | Acadêmicos do Ipiranga      | Poronominaré - O Dono da Terra                                       | 185,00 |
| 6    | Iracema Meu Grande Amor     | Eduardo Basílio, Rosas da Brasilândia Para Você!                     | 181,25 |
| 7    | Cachoeira Império do Samba  | Tudo por amor                                                        | 178,75 |
| 8    | Sai da Frente               | Do Sonho à Liberdade                                                 | 178,50 |
| 9    | Flor da Zona Sul            | Em busca da terra prometida, surge o pulmão da humanidade - Amazônia | 177,50 |
| 10   | Estrela do Terceiro Milênio | Ó Pátria Amada, Idolatrada, SOS...                                   | 177,00 |

### Grupo 3 Leste
Classificação
| Legenda: Promovida Rebaixada |

| Col. | Escola                              | Enredo                                                | Pontos |
| ---- | ----------------------------------- | ----------------------------------------------------- | ------ |
| 1    | Primeira da Cidade Líder            | Ecologia - o ecossistema abalado pela devastação      | 192,50 |
| 2    | Unidos de Guaianases                | Guaianazes, Um Caso de Amor                           | 192,25 |
| 3    | Explosão da Zona Norte              | Deixe a Tristeza de Lado, Vem Sambar, Hoje é Carnaval | 192,25 |
| 4    | Mocidade Robruense                  | Esoterismo - Lendas, Mistérios e Magias               | 185,50 |
| 5    | Ermelinense                         | A lenda da Vitória-Régia                              | 184,25 |
| 6    | Malungos                            | Festa da Periferia                                    | 184,25 |
| 7    | Dragões de São Miguel               | No circo Planalto, quem sustenta a lona é o palhaço   | 181,00 |
| 8    | União Independente da Vila Prudente | Uma Noite Pra Estrela Dalva                           | 176,25 |
| 9    | Estação Primeira do Itaim           | E o sonho continua                                    | 175,25 |
| 10   | Mocidade Unida da Mooca             | Os Delírios da Noite Paulistana                       | 175,00 |

### Grupo de Espera
Classificação
| Legenda: Promovida Rebaixada |

| Col. | Escola                      | Enredo                                                              | Pontos |
| ---- | --------------------------- | ------------------------------------------------------------------- | ------ |
| 1    | Os Bambas                   | Eu jogo o jogo da vida                                              | 99,25  |
| 2    | Tradição Albertinense       | Sou Brasileiro, Guerreiro, No Circo da Vida                         | 99,00  |
| 3    | Flor do Morro               | São Paulo de muitos amores, mistura de raças, aromas e sabores      | 98,00  |
| 4    | Acadêmicos do Jaraguá       | Natureza do Jaraguá                                                 | 98,00  |
| 5    | Folha Azul dos Marujos      | Tirando das Letras, O Sublime Poema de Uma Cor                      | 95,00  |
| 6    | Em Cima da Hora             | Ah Se meu fusca falasse                                             | 93,50  |
| 7    | Dragões de Vila Alpina      | O sentimento através da Música                                      | 84,75  |
| 8    | Estrela Cadente             | Água - Fonte de Vida Natural, Pura, Sensibilização Pro Uso Racional | 82,25  |
| 9    | Falcão do Morro Itaquerense | Entre Lendas, Fatos e Traições. Sobre Pedras Eu Venci, Estou Aqui   | 81,75  |
| 10   | Raiz da Zona Sul            |                                                                     | -192,5 |
| 11   | Paraíso do Samba            |                                                                     | ---    |

## Blocos

### Blocos Especiais
Classificação